# دوجلاس باركر
دوجلاس باركر (بالإنجليزية: Douglass Parker)‏ هو عازف جاز ومترجم أمريكي، ولد في 27 مايو 1927 في لا بورت في الولايات المتحدة، وتوفي في 8 فبراير 2011 في أوستن في الولايات المتحدة.